# Forts dels turons del Rajasthan
Els forts dels turons del Rajasthan, situats en el nord de l'Índia són diverses construccions defensives de l'estat indi del Rajasthan, declarades per la Unesco com a Patrimoni de la Humanitat l'any 2013. Els forts es troben principalment en la serralada Aravalli i es van construir entre els segles V i XVII-XVIII.

## Detalls dels llocs
| UNESCO número d'inscripció | Imatge | Nom              | Ubicació          | Coordenades                                          | Superfície                                    |
| -------------------------- | ------ | ---------------- | ----------------- | ---------------------------------------------------- | --------------------------------------------- |
| 247rev-001                 |        | Fort Chittor     | Chittorgarh       | 24° 52′ 59″ N, 74° 38′ 46″ E / 24.88306°N,74.64611°E | Propietat: 305 ha. Zona de protecció: 440 ha  |
| 247rev-002                 |        | Fort Kumbhalgarh | Rajsamand         | 25° 08′ 56″ N, 73° 34′ 49″ E / 25.14889°N,73.58028°E | Propietat: 268 ha. Zona de protecció: 1339 ha |
| 247rev-003                 |        | Fort Ranthambore | P. N. Ranthambore | 26° 01′ 13″ N, 76° 27′ 18″ E / 26.02028°N,76.45500°E | Propietat: 102 ha. Zona de protecció: 372 ha  |
| 247rev-004                 |        | Fort Gagron      | Jhalawar          | 24° 37′ 35″ N, 76° 11′ 14″ E / 24.62639°N,76.18722°E | Propietat: 23 ha. Zona de protecció: 722 ha   |
| 247rev-005                 |        | Fort Amber       | Amber             | 26° 59′ 05″ N, 75° 51′ 07″ E / 26.98472°N,75.85194°E | Propietat: 30 ha. Zona de protecció: 498 ha   |
| 247rev-006                 |        | Fort Jaisalmer   | Jaisalmer         | 26° 54′ 45″ N, 70° 54′ 45″ E / 26.91250°N,70.91250°E | Propietat: 8 ha. Zona de protecció: 89 ha     |